# Balbinos
Balbinos é um município brasileiro do estado de São Paulo. Localiza-se a uma latitude 21º53'59" sul e a uma longitude 49º21'24" oeste, estando a uma altitude de 460 metros. Sua população estimada em 2010 era de 3 932 habitantes.
Possui uma área de 90,9 km².

## História
O município foi fundado em 24 de junho de 1954 (70 anos) pelos seus habitantes e pela família Balbino que se instalou na região no início do século XX. Já foi distrito de Pirajuí  que antigamente era o maior produtor de café de todo o planeta. Ultimamente tem uma das melhores quermesses de toda a região realizada em meados de junho e julho.[carece de fontes?]

## Geografia

### Demografia
Balbinos (SP) tinha 1.313 habitantes em 2000 segundo o Censo 2000 do IBGE. Em 2010, o município passou a a ter 3.932 habitantes, apresentando assim crescimento populacional de 199,47%, sendo o município brasileiro com o maior índice de crescimento no período 2000-2010.

Censo 2000
População Total: 1.313
- Urbana: 1.062
- Rural: 251
- Homens: 676
- Mulheres: 637

Densidade demográfica (hab./km²): 14,44
Mortalidade infantil até 1 ano (por mil): 16,67
Expectativa de vida (anos): 70,79
Taxa de fecundidade (filhos por mulher): 2,31
Taxa de Alfabetização: 89,07%
Índice de Desenvolvimento Humano (IDH-M): 0,761
- IDH-M Renda: 0,666
- IDH-M Longevidade: 0,763
- IDH-M Educação: 0,854

(Fonte: IPEADATA)

### Hidrografia
- Rio Dourado
- Rio Batalha

### Rodovias
- SP-331
- SP-300

## Infraestrutura

### Comunicações
O sistema de telefones automáticos foi inaugurado na cidade em 1985 pela Telecomunicações de São Paulo (TELESP), que também implantou o sistema de discagem direta à distância (DDD) em 1989 com o código de área (0142). Anteriormente a cidade era atendida pela Companhia de Telecomunicações do Estado de São Paulo (COTESP).
Na década de 90 o código DDD da cidade foi alterado para (014), para padronização do sistema telefônico com a telefonia celular que estava sendo implantada em todo o estado.

## Religião
O Cristianismo se faz presente na cidade da seguinte forma:

### Igreja Católica
- A igreja faz parte da Diocese de Lins.[9]

### Igrejas Evangélicas
Entre as igrejas protestantes históricas, pentecostais e neopentecostais, encontram-se na cidade:
- Assembleia de Deus Ministério do Belém.[11][12]
- Congregação Cristã no Brasil.[13]